# 雪姑娘

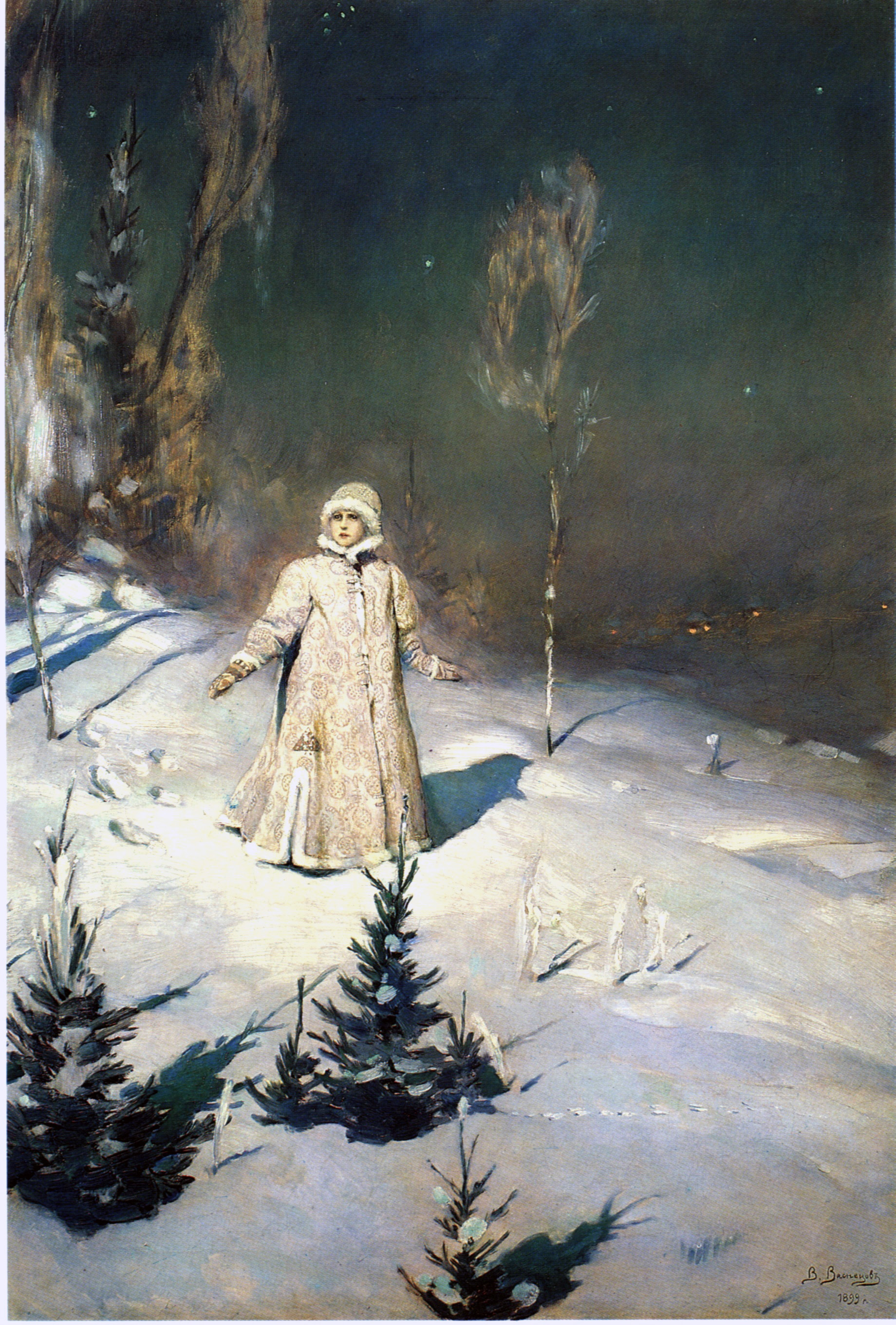
雪姑娘，维克托·瓦斯涅佐夫於1899年作。現存於特列季亚科夫画廊

雪姑娘（羅馬化：Snegúrochka）是俄羅斯民間傳說的一位童話角色，一說是作為斯拉夫的聖誕老人－嚴寒老人/新年老人/新年爺爺的孫女及助手出現。她的形象不仅出现在俄罗斯民间仪式中，在俄罗斯的口头文学创作中也以民间童话中提到的：「用雪堆造，并且复活」的形象呈现。她被描繪為冰雪（父）與春天（母）之女兒，故事裡她喜歡上了一名牧羊人，但作為冰雪的化身她又不懂情為何物。雪姑娘的母親同情她的處境於是給予了她這個能力，當雪姑娘墮入愛河之時她的內心越發溫暖，但同時她的身體因此熔化而消失了。
亞歷山大·阿法纳西耶夫曾对有关雪姑娘的童话进行研究，并在他的作品《對自然界的斯拉夫文學觀》（Поэтические воззрения славян на природу，1876年）中的第二卷进行了分析。

## 衍生作品
後來俄羅斯劇作家亚历山大·尼古拉耶維奇·奥斯特洛夫斯基受阿法纳西耶夫思想的影响创作了剧本，由柴可夫斯基配樂於1873年公演。剧本中，雪姑娘是以雪老人和春天的女儿的身份出现的。不幸的是雪姑娘在夏天对豐收神雅利洛的敬拜仪式上死去。雪姑娘的造型被描绘的清纯秀美，描述中她具有苍白而令人怜悯的面庞，雪白的头发。她总是穿着白蓝相间并以毛皮镶边的斗蓬（皮大衣、毛皮帽子、手套）。但是起初该剧本并没有被观众所认可。之後作曲家尼古拉·里姆斯基-科萨科夫根據奥斯特洛夫斯基版本的剧本改寫成歌劇於1882年上演，全名為《雪女郎－春天的童話》，并取得了巨大的成功。
1878年作曲家莱昂·明库斯與芭蕾舞舞蹈家莫里斯·珀蒂帕合作將雪姑娘搬上沙皇的帝國芭蕾舞舞臺上。雪姑娘在不同年代先後被繪製成動畫，最早期的一套動畫電影於1952年上映，參照了奥斯特洛夫斯基的劇本和使用里姆斯基-科萨科夫的音樂，另外亦有1969年由真人演出的電影。

## 其他版本
此后自19世纪末至20世纪初，雪姑娘的形象又经过了创作了该电影剧本的教育家们的精心修改，并最终以作为孩子们新年圣诞树上的悬挂装饰的形象完成，并且直到革命时期该形象一直被人们所使用。每年人们都会把雪姑娘的形象悬挂在圣诞树上，女孩们穿着雪姑娘的衣服，自己排演着童话中，或者奥斯特洛夫斯基剧本中，或者歌剧中的片段，来迎接新年。
一個借用了雪姑娘為主角的近代創作比較有名的是Louis Leger收錄於童話冊《Contes Populaires Slaves》的同名故事，這個版本中一對沒有孩子的老夫婦以雪花製作出雪姑娘，性格為典型的乖女孩一直照料著那對夫婦。直到春天的到來她與一班小孩外出玩耍並進行跳營火活動，雪姑娘不情願地順從而跳過，可惜在中途被營火的熱力蒸發掉了。蘇格蘭作家安德鲁·朗參照了這個版本進行改寫，雪姑娘易名為雪花將之收錄於自己的童話冊桃色本中。

## 大眾文化
2014年冬季奧林匹克運動會開幕式運動員入場帶場人員的造型即來自雪姑娘。

## 外部連結
1. ↑  據莫斯科市立師範大學 Perk173俄蘭漢翻譯組即將畢業的學生們指出，考量“老人”及“爺爺”的語義情感及語義色彩，該詞條翻譯為漢語時，捨受“聖誕老人”翻譯影響的“老人”兩字，就較親密的“爺爺”兩字，較符合該角色之於俄國兒童的文化情感及意義。